# Steve Garrison
Steve Garrison (né le 12 septembre 1986 à Trenton, New Jersey, États-Unis) est un lanceur gaucher des Ligues majeures de baseball jouant avec les Mariners de Seattle.

## Carrière
Steve Garrison est drafté en dixième ronde par les Brewers de Milwaukee en 2005. Il entreprend sa carrière en ligues mineures mais est échangé avec Joe Thatcher et Will Inman aux Padres de San Diego le 25 juillet 2007 en retour de Scott Linebrink, dans une transaction qui n'implique que des lanceurs.
Le 9 septembre 2010, les Yankees de New York réclament Garrison via la procédure de ballottage. Garrison, un lanceur partant dans les rangs mineurs, fait ses débuts dans les majeures par une présence en relève pour les Yankees le 25 juillet 2011 face aux Mariners de Seattle. C'est sa seule présence avec les Yankees. Il affronte deux frappeurs et lance deux tiers de manche. Sans contrat une fois la saison 2011 terminée, il signe le 22 novembre une entente des ligues mineures avec les Mariners de Seattle.